# سیوا سیساکو کنکیو کای
سیوا سیساکو کنکیوکای (ژاپنی: 清和政策研究会) به معنی شورای تحقیق‌های سیاسی سیوا که به اختصار سیوا کای هم خوانده می‌شود، یک جناح بزرگ در حزب لیبرال دموکرات (ژاپن) (LDP) بود. از سال ۲۰۲۱ تا زمان ترور ترور شینزو آبه در سال ۲۰۲۲ توسط شینزو آبه رهبری می‌شد و از این رو به جناح آبه لقب گرفت. از زمان مرگ آبه، رهبری دسته جمعی داشت. این فراکسیون در ژانویه ۲۰۲۴ انحلال خود را اعلام کرد.